# Guan xiulador d'ulleres
El guan xiulador d'ulleres (Pipile jacutinga) és una espècie d'ocell de la família dels cràcids que habita la Mata Atlàntica del Brasil i zones adjacents de l'Argentina i Paraguai. Actualment és una espècie molt escassa a causa de la caça i la destrucció del seu hàbitat (BirdLife International 2004).
És una gran au que arriba als 63-74 cm de llargària, d'aspecte similar a un gall dindi esvelt, amb el coll prim i el cap petit. És principalment negre amb una lluentor blavosa i una notable taca blanca a l'ala, acompanyada de 3 fileres de punts negres. Cresta de color blanquinós, i una zona de pell a la gola de color vermell amb un pegat blau fosc a la part davantera. Potes de color vermell.